# Gypona habita
Gypona habita är en insektsart som beskrevs av Delong 1980. Gypona habita ingår i släktet Gypona och familjen dvärgstritar. Inga underarter finns listade i Catalogue of Life.